# Левковский, Александр Евменьевич
Левковский, Александр Евменьевич (1887 — 1931) — выпускник Московской духовной академии (1910—1914 гг.), протоиерей, один из идеологов Российской Истинно-Православной (Катакомбной) церкви. Репрессирован в 1930 году за свои убеждения.

## Биографическая справка
Левковский, Александр Евменьевич родился в 1887 году (в других источниках в 1888 году) в селе Великая Фосня Овручского уезда Волынской губернии, в семье священника Евмения Ивановича, где уже было три поколения священнослужителей. У Александра родились младшие братья Алипий 1900 (выпускник Житомирского духовного училища 1915, родился в г. Лугины, в 1905 году «церкви села Бодакъ, Кременецкаго уѣзда, священникъ Алипій Левковскій», позднее работал учителем в с. Селище Малинского района, расстрелян 29. 12. 1937 г. в Житомире), Алексей (1895-1976), Иван (1896-1947), Георгий (1897-1916) и сёстры Мария (1898-1971), Наталья (1902-1980), Анна (1904-1982). Его отец Евмений родился в 1860 году в селе Перемылье Дубенского уезда в семье священника Ивана Григорьевича. Евмений после окончания Волынской духовной семинарии в 1882 году также стал священником: сначала в селе Великая Фосня Овручского уезда, а затем в городе Лугины (1913). В 1886 г. женился на Ольге Александровне, 1867 г. р. У Евмения был брат Алипий 1862 г. р., который также окончил Волынскую духовную семинарию в 1882 году и племянница Марионилла 1899 г. р. Дед Иван родился в 1831 году в селе Вербы Дубенского уезда, где в церкви служил прадед Александра — Григорий. Иван же, окончив Волынскую духовную семинарию в 1857 году, стал священником в селе Перемылье Дубенского уезда, у него была сестра Доминикия 1849 г. р. Прадед Александра Евменьевича — Григорий Фёдорович после окончания Житомирского духовного училища стал псаломским дьячком в селе Вербы Дубенского уезда. Женился на Александре Тимофеевне.
Александр Евменьевич окончил в 1910 году Волынскую духовную семинарию, а в 1910—1914 году — студент LXIX курса Московской духовной академии (кандидат, священный сан принял в академии). 5 июня 1914 года Александр Левковский успешно защитил кандидатское сочинение на тему: «Личная ответственность и социальная закономерность (Разбор аргументов против личной ответственности, опирающихся на социологические основания)». С 1927 года служит настоятелем собора Рождества Христова женского монастыря в Твери, а с сентября 1929 по сентябрь 1930 года — настоятелем церкви Желтиковского мужского монастыря. В октябре-ноябре  1930 года отец Александр служил в Троицком соборе Серпухова. Арестован  29 ноября 1930 года. Под следствием находился в Бутырской тюрьме. Был иосифлянским благочинным Твери, составил и распространял две брошюры: «О двух путях» и «Беседа со старцем Алексием». Проживал: город Тверь, ул. Бебеля, 50-2. 28 октября 1930 года — арестован в Серпухове, как «руководитель Тверского филиала контрреволюционной монархической церковной организации ИПЦ». 18 февраля 1931 года Коллегией ОГПУ приговорен по ст. 58-10 и 11 УК РСФСР к ВМН и 4 июня расстрелян. Реабилитирован на основании УПВС от 16.01.1989. Похоронен в Москве на Ваганьковском кладбище.

## Из материалов следственных дел
Из следственного дела ОГПУ № Р-31639:
«Декларация митрополита Сергия произвела на меня весьма отрицательное впечатление. Моё беспокойство усилилось ещё больше, когда в октябре или же в ноябре 1927 года вышли его указы о Синоде, о поминовении гражданской власти и прочие... Я решил порвать каноническое и молитвенное общение с митрополитом Сергием. Я понимаю, что моё церковное самосознание не приемлемо для советской власти, но это меня не смущает. Я готов понести наказание от советской власти, лишь бы остаться честным перед Церковью, быть верным ей до конца...» — отец Александр Левковский 
- Храмы, в которых служил отец Александр
- Собор Рождества Христова Христорождественского монастыря, г. Тверь, ул. Баррикадная, 1-1 а.
- Тверской Успенский Жёлтиков монастырь. 1890-е годы.
- Троицкий собор г. Серпухова Московская обл., г. Серпухов, ул. Красная Гора.

Из обвинительного заключения по следственному делу ОГПУ Московской области № 3015 от 4 февраля 1931 года по обвинению членов нелегальной Церковно монархической организации «Истинного Православия»: ЖИЖИЛЕНКО, КРЕМЫШЕНСКОГО, ЛЕВКОВСКОГО, КУВШИНОВА, ТРОИЦКОГО и др. по ст. 58-10 и 58-11 УК РСФСР:
«Поп ЛЕВКОВСКИЙ в своей брошюре «О двух путях» пишет: «Причиной современного раскола в Российской православной церкви является государственное безбожное богоборство… которое появилось одновременно с Соввластью, т. е. в октябре 1917 года. Современное государственное безбожие-богоборство стремится к тому, чтобы обезбожить всех советских граждан… и путём разнообразных жизненных претензий заставить их жить без веры в Бога… Государственное безбожие-богоборство ненавидит всякую религию, а особенно христианскую… и всеми мерами борется с нею везде, гонит её… За время с 1918 по 1929 год гонение выражается в следующем: 1) У Православной Церкви отняты все храмы и все богослужебные предметы и объявлены государственным имуществом; 2) Церковь лишена всех юридических прав; 3) Под видом борьбы с контрреволюцией и под предлогом культурно-просветительных надобностей закрыты все монастыри (не менее 1000), а приходские храмы продолжают закрывать с особой поспешностью и яростью; 4) Св. иконы, св. мощи и пр. святыни поруганы и поругаются, а христианские кладбища осквернены и оскверняются; 5) Христианские праздники ежегодно подвергаются оскорблению, путём кошмарно-кощунственных безбожно-богоборных демонстраций и карнавалов; 6) Святейшее имя Бога, Богоматери и св. угодников дерзко и гордо похуляются всегда и везде; 7) Вера в Бога допускается законом на бумаге, а на деле считается противогосударственным преступлением и, если она еще не уничтожена богоборным Советским правительством, то это лишь потому, что уничтожить её сразу не представляется возможным».(т. V, стр. 333-350).»
«Усматривая в обращении  митр. Сергия к духовенству о соблюдении политической лояльности к Соввласти наличие измены "Истинному Православию", ЛЕВКОВСКИЙ продолжает: «Царство социализма есть с точки зрения христианского, учения царство сатаны… Поэтому всякие попытки Российского православного духовенства в данный безбожно-богоборный момент создать путём разных отступлений, особенно же поддержкой безбожно-богоборной лжи негонимое положение для веры и Церкви в Советском государстве есть не что иное, как измена царству Божию и сознательное принятие и даже защита царства сатаны» (т. V, стр. 333-350).»
«В апреле 1929 года ЛЕВКОВСКИЙ произнес такую проповедь: "Успехи дьявола, сошедшего на землю, превзошли все ожидания; дьявол ведет работу во всех направлениях… поносит самого Бога, веру и одежду православного духовенства и издевается над всем православным народом, но все это временное явление: насколько Бог милостив, настолько Он будет и суров; настает время суда Божия, и дьявол будет скован, и начнется великий праведный суд, где каждому воздастся по заслугам его:.. Скоро настанет время, когда все православные храмы будут уничтожаться, а верующие будут скрываться в лесах и горах, тогда мы, ваши пастыри, организуем корабли».(свид. СОКОЛОВ — т. IV, стр. 1182).